# Leanne Ross
Leanne Ross (* 8. Juli 1981 in Falkirk) ist eine schottische ehemalige Fußballspielerin. Die Mittelfeldspielerin spielte von 2006 bis 2017 für die schottische Fußballnationalmannschaft und seit 2007 für den schottischen Verein Glasgow City LFC, mit dem sie mehrfach das „domestic treble“ gewann.

## Karriere

### Verein
Leanne Ross begann ihre Karriere bei den Falkirk Girls, bevor sie zu den Newburgh Ladies kam. 2007 folgte der Wechsel zu Glasgow City LFC. Mit Glasgow wurde sie auf Anhieb schottischer Meister 2007/08. Weitere Meistertitel folgten 2008/09, 2009, 2010, 2011, 2012, 2013, 2014 und 2015. Zudem gewann sie mit Glasgow den schottischen Pokal 2009, 2011, 2012, 2013, 2014 und 2015 und den Scottish Women’s Premier League Cup in diesen Jahren. In der letzten Saison des UEFA Women’s Cup scheiterte sie mit ihrer Mannschaft in der zweiten Runde. In der ersten Saison der UEFA Women’s Champions League kam das Aus in der Qualifikation, als sie beim Turnier in Šiauliai (Litauen) hinter dem deutschen Vizemeister FC Bayern München den zweiten Platz belegten. Ein Jahr später scheiterten sie beim Qualifikationsturnier am deutschen Vizemeister FCR 2001 Duisburg, 2011/12 wurde dann die K.-o.-Runde erreicht, wo sie bis ins Achtelfinale vorstießen, aber wieder war es ein deutscher Verein, diesmal der 1. FFC Turbine Potsdam, der mit 10:0 und 7:0 die Oberhand behielt. In der darauffolgenden Saison war das Sechzehntelfinale, diesmal gegen den dänischen Meister Fortuna Hjørring, die letzte Station, als sie das Heimspiel mit 1:2 verloren und im Rückspiel nur ein torloses Remis erreichten. Danach reichte es bis ins Achtelfinale, wo sie am englischen Meister Arsenal scheiterten. 2014/15 wurde sogar das Viertelfinale erreicht. Dort waren sie aber gegen Paris Saint-Germain chancenlos. In der Saison 2015/16 war der englische Meister Chelsea im Sechzehntelfinale stärker. 2016/17 war wieder im Sechzehntelfinale Schluss, diesmal wurden beide Spiele gegen Eskilstuna United verloren (0:1 und 1:2). 2017/18 schieden sie aufgrund der Auswärtstorregel gegen BIIK Kazygurt aus. Nach einer 0:3-Auswärtsniederlage im Sechzehntelfinale gewannen sie zwar daheim mit der gleichen Tordifferenz, aber beim 4:1 ließen sie ein Tor zu, das zum Aus führte. 2018/19 mussten sie sich erst qualifizieren, was bei einem Turnier im heimischen Stadio gelang. Sie überstanden dann das Sechzehntelfinale gegen Somatio Barcelona FA obwohl sie daheim mit 0:1 verloren, aber sie hatten das Auswärtsspiel mit 2:0 gewonnen. Im Achtelfinale ging es nochmals nach Barcelona, aber die Frauen des FC Barcelona waren stärker und gewannen mit 5:0 und 3:0.
Im Sommer 2021 beendete sie ihre aktive Karriere und begann eine Ausbildung als Trainerin.

### Nationalmannschaft
Leanne bestritt mehrere Spiele für die schottische U-19-Mannschaft, aufgrund eines Fußbruches konnte sie aber in dem Alter nicht weiterspielen. Für die schottische Fußballnationalmannschaft der Frauen debütierte Ross am 26. April 2006 gegen die Schweiz in der Qualifikation für die WM 2007. Sie war dann sofort Stammspielerin und fehlte in den folgenden 82 Spielen nur einmal. Am 27. März 2010 erzielte sie im WM-Qualifikationsspiel gegen Georgien ihr erstes Länderspieltor zum 3:1-Endstand.
Im Dezember 2011 gehörte sie zu den schottischen Spielerinnen die für das Team GB in Betracht gezogen wurden, die das Vereinigte Königreich 2012 bei den Olympischen Spielen in London vertreten sollten. Letztlich wurde sie aber nicht berücksichtigt.
Im September und Oktober 2012 fanden dann vier Spiele ohne sie statt, unter anderem die Playoff-Spiele in der EM-Qualifikation gegen Spanien, für die sie aber nominiert war und zwischen den ersten beiden und den letzten für Glasgow in der UEFA Women’s Champions League spielte. Danach folgten 17 Spiele in Folge und erst nach ihrem 100. Einsatz am 18. Dezember 2013 beim Vier-Nationen-Turnier in Brasilien gegen Chile, kam sie im Spiel um Platz 3 wieder einmal nicht zum Einsatz. Im August 2014 folgte eine verletzungsbedingte Pause, durch die sie auch die Playoff-Halbfinale in der Qualifikation für die WM 2015 gegen die Niederlande verpasste. Im Februar 2015 war sie dann wieder an Bord, kam in den 15 Spielen seitdem aber nur zu elf Einsätzen.
Für eine EM- oder WM-Endrunde konnte sie sich mit Schottland bisher nicht qualifizieren. In der Qualifikation für die EM 2009 scheiterten sie in den Playoffs an Russland, in der Qualifikation für die EM 2013 in den Playoffs durch ein Last-Minute-Tor an Spanien und in der Qualifikation für die WM 2015 in der ersten Runde der Entscheidungsspiele an den Niederländerinnen. Besser lief es in der Qualifikation für die EM 2017: mit sieben Siegen und nur einer Niederlage qualifizierte sich Schottland als Gruppenzweiter für die Endrunde in den Niederlanden. Dort hatte sie nur einen Einsatz in der ersten Halbzeit beim 1:0-Sieg gegen Spanien im letzten Gruppenspiel. Da sie die ersten beiden Spiele verloren hatten, schieden die Schottinnen aus. Nach der EM erklärte sie ihren Rücktritt aus der Nationalmannschaft.

## Erfolge
- 10 × Schottische Meisterin: 2007/08, 2008/09, 2009, 2010, 2011, 2012, 2013, 2014, 2015, 2016, 2017, 2018 und 2019
- 6 × Schottische Pokalsiegerin 2009, 2011, 2012, 2013, 2014, 2015 und 2019
- 4 × Schottische Ligapokalgewinnerin: 2008/09, 2009, 2010, 2011, 2012, 2013, 2014 und 2015